# Ornebius euryxiphus
Ornebius euryxiphus är en insektsart som beskrevs av Lucien Chopard 1958. Ornebius euryxiphus ingår i släktet Ornebius och familjen Mogoplistidae. Inga underarter finns listade i Catalogue of Life.